# جون هانغرفورد
جون هانغرفورد هو محامي وسياسي أمريكي، ولد في 2 يناير 1761، وتوفي في 21 ديسمبر 1833 في مقاطعة ويستمورلاند في الولايات المتحدة. انتخب عضو مجلس نواب الولايات المتحدة عن ولاية فرجينيا ‏ وانتخب عضو مجلس ولاية فرجينيا ‏ وانتخب عضو مجلس النواب الأمريكي ‏.